# 瑟呂姆
瑟呂姆（挪威語：Sørum）是挪威阿克什胡斯郡的一個旧市镇，2020年1月1日和另外两个市镇合并为利勒斯特倫市镇，并隶属新成立的维肯郡。